# Védőisten
A védőisten vagy védőszellem olyan istenség vagy szellem, aki egy adott hely, személy vagy közösség (család, törzs, nemzet), tevékenység vagy kultúra őrzője, pártfogója vagy védelmezője.
A védőszellemek természetfeletti entitásai közé sorolják az ábrahámi vallások őrangyalait, a római vallás geniusait és a különféle törzsi közösségek, például Afrika, India vagy Délkelet-Ázsia területén tisztelt bizonyos természetszellemeket.

## A korai civilizációk
Egyiptom
Nehbet az ókori Felső-Egyiptom védőistennője, így a birodalom egyik védelmező istensége volt.
Mezopotámia
Assur az akkád mitológiában eredetileg Assur város védőistene volt.

## Görög vallás
Az ókori Mezopotámiához hasonlóan a görögök is hitték, hogy az istenségek bizonyos helyeket őriznek és minden városállamnak megvolt a maga védőistene. Pallasz Athéné például Athén, Spárta és Szirakúza városának védőistennője volt.
Hesztia a családi tűzhely védőistennője, a házas és a családi élet védője volt.
Az ókori görög filozófia és vallás szerint a dáimōn olyan alsóbbrendű istenség, amely félúton helyezkedik el az isteni és az emberi világ között, és e két dimenzió között közvetítő szerepet tölt be. Szókratész egy olyan daimónra, mint "isteni vezetőre" hivatkozott, aki gyakran segíti őt minden döntésében  és aki a rossztól őt mindig megóvja.

## Rómaiak
A késő görög és római vallásban a védőistenség egyik típusa, a genius a férfiak személyes istenségeként vagy daimónjaként működött, az egyén születésétől haláláig. Az ő női megfelelője iuno volt. 
Egy bizonyos hely vagy terület védőszelleme a genius loci  volt.
A római vallásban több tucat védőszellem volt; ezek közt a larok és a penátok a házat védték. A larok  (lares) a család és ingatlanok védői, míg a penátok  a ház és a kamra (penus = éléskamra) védelmezői.
Levana istennő a kisgyermekekről gondoskodott, míg
Vesta az otthon istennője volt, amely minden otthonban magántiszteletben részesült, és akinek nyilvános istentisztelete a város templomában a szent tűz égéséhez kötődött. 

## Kereszténység
A Római Birodalom vallásában az élet minden területéért felelős istenek és istennők rendszere működött és innen már csak egy lépés volt, hogy ez a rendszer beépült a kialakuló keresztény egyházba is. Mivel a pogányságból áttértek vonakodtak megválni isteneiktől, a korábbi isteneket és istennőket átkeresztelték más névre és védőszerepeiket ezután a keresztény mártíroknak és szenteknek tulajdonították (→ védőszentek). A különböző foglalkozásokért, eseményekért és napokért felelős istenségek elképzelése folytatódott a keresztény hitben, a szentek tiszteletének és ünnepeinek rendszerében.
Hasonló szerepkörű az őrangyal is, amely egy olyan angyal, akinek a feladata egy adott személy, csoport vagy nemzet védelme. Az őrző angyalokba vetett hit nagy szerepet játszott az ókori judaizmusban is.

## Más Európai vallások
A római-görög vallás mellett más Európai népek mitológiájában is léteztek védőistenek.
Lesij vagy Lesi  a szláv vallásokban és mitológiában az erdők védőistensége.
Banshee a kelta vallásokban a kereszténység elterjedése előtt az adott terület és a törzs védőistennője volt.

## Buddhizmus
A tibeti buddhizmusban a jidam egy védő istenség, amely a meditáció során segíti a spirituális törekvőt.
A dakini  a tudásra törekvők patrónusa.

## Hinduizmus
A hinduizmusban a védőistenségeket ísta-dévatá és kuldévi vagy kuldévta néven ismerik. A gramadévaták a falvak védőistenei. A dévák védőistennek is tekinthetők. Siva egyben a jógik és a szannjászik védőistene.

## Kínai vallás
A kínai népi vallás, mind a múltban, mind a jelenben, számtalan védőistenséget foglal magába. A kiemelkedő egyéneket, a bölcseket és a nagy embereket istenesítik és tisztelik elhalálozásuk után.
Kuan Jüt a kínai buddhizmusban bódhiszattvaként, míg a taoizmusban és a népi vallásban a katonák és a rendőrök védőisteneként tisztelik. Macu istennő a halászok és tengerészek védőszentje.
Tudigong  földistenség egy helység védőistensége a népi vallásban és a taoizmusban, és minden helynek megvan a maga földistensége.

## Sintoizmus
A kamik a sintoizmus tisztelt szellemei és istenei. Segítenek, ha tisztelik őket, de pusztítást és zűrzavart okozhatnak, ha figyelmen kívül hagyják őket. A középkori Kodzsikiban 300 különböző kami besorolás található, és mindegyik kaminak más-más funkciója van, mint például a szél kamija vagy az utak kamija.